# Dedé
Anderson Vital da Silva (Volta Redonda, 1 juli 1988), voetbalnaam Dédé, is een Braziliaans profvoetballer. Hij is een centrale verdediger. Hij speelt bij Cruzeiro EC.

## Volta Redonda
Dedé werd op 17-jarige leeftijd ontdekt door vierde Braziliaanse divisionist Volta Redonda uit de plaats Volta Redonda. In 2008 kwam hij voor het eerst bij de selectie en speelde daarin zestien wedstrijden. Hij liet daar zien dat hij een zeer talentvolle, sterke verdediger is. Toen ging het snel met de talentvolle verdediger: hij speelde in 2009 een half seizoen bij Volta Redonda en werd gescout door CR Vasco da Gama, op dat moment een club uit de eerste Braziliaanse divisie.

## Vasco da Gama
Bij Vasco da Gama brak Dedé definitief door. In zijn eerste halve seizoen speelde hij wel maar vijf wedstrijden, maar de twee seizoenen daarna, 2010 en 2011, waren zijn meer succesvolle jaren met Vasco da Gama. Vasco da Gama promoveerde in 2009, tijdens Dedé zijn eerste seizoen daar, naar de eerste Braziliaanse divisie. In 2010 werd de club elfde en het jaar erna wist de club de tweede plaats te bereiken in de eerste Braziliaanse divisie. Door de goede prestaties van Dedé werd hij geselecteerd voor het Braziliaans voetbalelftal. Hij heeft tot nu toe zeven wedstrijden voor de Seleçao gespeeld.

## Cruzeiro
Op 17 april 2013 tekende Dedé een meerjarig contract bij Cruzeiro EC. De club betaalde 5 miljoen euro voor de verdediger. Hij gaat bij Cruzeiro 155.000 euro per maand verdienen.

## Carrière
| Seizoen | Club                        | Competitie                    | Wedstrijden | Doelpunten |
| ------- | --------------------------- | ----------------------------- | ----------- | ---------- |
| 2008    | Volta Redonda Futebol Clube | Campeonato Brasileiro Série D | 16          | 3          |
| 2009    | Volta Redonda Futebol Clube | Campeonato Brasileiro Série D | 13          | 2          |
| 2009    | CR Vasco da Gama            | Campeonato Brasileiro Série B | 5           | 0          |
| 2010    | CR Vasco da Gama            | Campeonato Brasileiro Série A | 36          | 1          |
| 2011    | CR Vasco da Gama            | Campeonato Brasileiro Série A | 30          | 6          |
| 2012    | CR Vasco da Gama            | Campeonato Brasileiro Série A | 23          | 0          |
| 2013    | Cruzeiro                    | Campeonato Brasileiro Série A | 0           | 0          |
| Totaal  | Totaal                      | Totaal                        | 123         | 12         |